# Lac Barrière (Rouyn-Noranda)
Pour les articles homonymes, voir Barrière.
Le lac Barrière est un plan d'eau douce de la ville de Rouyn-Noranda (sauf l'extrême sud du lac qui fait partie de la municipalité de Rémigny), dans la région administrative de l'Abitibi-Témiscamingue, au Québec, au Canada.
Le lac est entouré de forêts, sauf la zone agricole au nord-ouest. Dès le début du XXe siècle, la foresterie a été l'activité économique prédominante du secteur. La villégiature ne s'y est pas développée, sauf sur la rive ouest du Petit lac Barrière. La surface des plans d'eau de la région est généralement gelée de la mi-novembre à la fin avril ; néanmoins, la période de circulation sécuritaire sur la glace est habituellement de la mi-décembre à la fin mars.

## Géographie
Le lac Barrière est situé :
- au sud de Rouyn-Noranda, du Petit lac Barrière, du lac Provancher et du lac Montbeillard ;
- à l'ouest du hameau Rollet, du lac Caire et de la baie Caron de la rivière Kinojévis ;
- au nord du lac Beaumesnil, du lac Rocher, du lac des Quinze (Témiscamingue) et du village de Rémigny ;
- à l'est du hameau "Cloutier", du lac Fréchette et du lac Rémigny.

Le lac Barrière est principalement alimenté par plusieurs ruisseaux et du côté sud par la décharge des lacs Caire (altitude : 284 m), Levêque (altitude : 307 m), "du Chevreuil" (altitude : 321 m), "au Castor" (altitude : 326 m) et "Gros Johnny" (altitude : 316m).
Le Petit lac Barrière (diamètre de 1,2 km) qui recueille les eaux du ruisseau Barrière, est relié par un court détroit (environ 180 m) à la partie nord du lac Barrière. Cette dernière partie du lac comporte deux baies importantes qui s'avancent sur le littoral ouest du lac. La "baie des Cinq Milles" constitue la partie sud du lac. L'embouchure du lac Barrière est situé au centre du lac, sur la rive ouest. Les eaux du lac se connectent par un détroit au lac Rémigny ; les deux lacs formant un T dont le lac Barrière en est la tête et le lac Rémigny, le tronc.
Sur le littoral ouest, le lac comporte une zone de marais de 2,1 km de longueur autour d'un ruisseau qui se déverse dans une petite baie.

## Toponymie
L'hydronyme lac Barrière a été officialisé le 5 décembre 1968 à la Banque des noms de lieux de la Commission de toponymie du Québec.